# Retaule del Conestable
El Retaule del Conestable, també conegut com a Retaule de l'Epifania, és un retaule d'estil gòtic català realitzat al tremp per l'artista Jaume Huguet l'any 1464 per a la capella de Santa Àgata de Barcelona. El retaule es conserva al mateix indret per al qual va ser concebut i no ha patit agressions en cap de les revoltes anticlericals que ha viscut, tot i que una manca de condicions durant molts anys el va fer perillar fins que va ser restaurat i protegit a començaments del segle xx. Va ser realitzat en la fase de maduresa de Jaume Huguet, un cop aquest havia fet una aproximació al realisme dels primitius flamencs. Està dedicat a l'Epifania o Adoració dels Reis Mags en una taula que ocupa la posició central. En total consta de vuit taules amb una predel·la i dues portes, a banda i banda de l'altar. Va ser un encàrrec de Pere el Conestable de Portugal quan va ser nomenat rei d'Aragó i comte de Barcelona (1464-1466) dins del període de la Guerra Civil catalana.

## Dades de context

### Autor
Tot i que al segle xix alguns historiadors apuntaven als Vergós com a possibles autors, existeix documentació dels pagaments a Jaume Huguet durant 1465.
Jaume Huguet (Valls, 1412 - Barcelona, 1492) fou un pintor gòtic català amb un estil que va evolucionar del gòtic internacional cap a les innovacions incorporades des de la pintura flamenca. La seva formació es va realitzar entre València, Tarragona i Barcelona, si bé no es descarta que pogués haver visitat Sardenya o Nàpols, ciutat que formaven part de la Corona d'Aragó. Va desenvolupar la seva màxima activitat a Barcelona a partir de 1448, on va crear un taller que pràcticament va monopolitzar la realització de retaules a Catalunya durant la segona meitat del segle xv, un cop morts Bernat Martorell i Lluís Dalmau. El seu taller va incorporar els seus deixebles i també membres de la família Vergós, amb qui va mantenir una estreta relació personal. Una part important de la seva obra s'ha perdut a les diverses revoltes que destruïren les esglésies que les contenien; la majoria d'obres conservades són panells de retaules que foren desmuntats.

### Tema
L'Epifania és la festa de commemoració cristiana de l'Adoració dels Reis Mags a Jesús. L'Evangeli segons Mateu és l'únic llibre de la Bíblia que esmenta aquest esdeveniment, si bé no especifica quants reis eren, només diu que eren mags (sacerdots zoroastrians, per bé que en algunes traduccions hi diu savis) que venien d'orient. Amb els segles, aquests mags han estat transformats per la tradició en astròlegs i més tard en reis.
| « | Després que Jesús va néixer a Betlem de Judea, en temps del rei Herodes, vingueren uns savis d'Orient i, en arribar a Jerusalem, preguntaren: On és el rei dels jueus que acaba de néixer? Hem vist sortir la seva estrella i venim a adorar-lo.［Mateu 2:1-2］ | » |

| « | Van entrar a la casa, veieren el nen amb Maria, la seva mare, es prostraren a terra i el van adorar. Després van obrir les seves arquetes i li oferiren presents: or, encens i mirra.［Mateu 2:11］ | » |

Segons la descripció bíblica els reis varen ser guiats per un estel fins al pessebre on havia nascut el Nen Jesús. Aquest fet ha esdevingut un símbol molt representatiu de l'esdeveniment. La iconografia clàssica situa el naixement de Jesús en un pessebre on, posteriorment, té lloc l'adoració dels pastors［Lluc 2:15-20］ i l'Epifania.

### Estil
El moment en el qual es realitza aquest retaule coincideix amb la fase de plenitud de l'autor, que mostra una serena i expressiva naturalitat. Encara conservarà els darrers aires del gòtic internacional amb un moment avançat del flamenquisme més penetrant. El Retaule del Conestable permet a Huguet perfilar el seu cercle més directe de seguidors dins el seu taller i situar-se com una figura essencial de la pintura catalana del segle xv. L'artista incorpora algunes novetats tot i que, com a home conservador i enamorat dels costums del seu país, va traçant una visió pròpia que defineix la pintura gòtica catalana. Així, coneixedor de les noves tendències de la pintura flamenca, com ho proven la suavitat dels rostres o la utilització del paisatge, les adapta a les tradicions del país mantenint el vell predomini dels espais daurats en els muntants que emmarquen l'escena. Com més maduresa s'aprecia en el seu estil, més es reflecteixen en les seves figures els tipus habituals dels seus contemporanis i veïns, observats a la vida quotidiana de la ciutat de Barcelona i del camp de Catalunya.

## Història
El retaule va ser encarregat per Pere el Conestable en una data indeterminada entre el 14 de gener del 1464, data en què va arribar a Barcelona per a prendre possessió com a comte de Barcelona, i el 12 de maig de 1464, data d'un document del rei on s'esmenta el retaule en construcció. Es va decidir ubicar-lo a la capella de Santa Àgata, substituint el retaule de l'altar major obra de Ferrer Bassa que havia estat fet el 1344 i dedicat a la Mare de Déu i Jesús, un retaule avui desaparegut. Tot i no disposar d'un contracte a Jaume Huguet, sí que existeixen els pagaments fets al pintor el 13 de novembre de 1465. El retaule va estar totalment instal·lat a la capella el 22 de desembre de 1465.
L'obra es va conservar íntegra a la capella de Santa Àgata fins que s'hi va deixar de fer culte l'any 1835. A la revolució d'aquell any, tots els objectes religiosos varen ser retirats de la capella i aquesta fou convertida en magatzem. El retaule va ser retirat i guardat per l'arxiver de la Corona d'Aragó, el senyor Bofarull. L'any 1854 la Comissió de Monuments va restaurar, sota la direcció de l'arquitecte Elies Rogent, la capella que havia estat taller dels escultors germans Agapit i Venanci Vallmitjana i Barbany. El 15 de març de 1880 es va inaugurar el Museu Provincial d'Antiguitats a la capella. El 24 d'agost de 1868, un cop restaurada completament la capella, el retaule va retornar al seu lloc original.
La manca de cura de l'obra i de condicions de la capella durant molts anys van produir una important degradació del retaule. Les taules de la predel·la van desaparèixer el segle xix i no van ser recuperades fins a l'any 1964.
Just abans de la Guerra Civil espanyola es va començar la seva restauració a les dependències de la Junta de Museus i quan es varen traslladar les obres d'art del Museu d'Art de Catalunya a Olot per a protegir-les de la guerra, el retaule es va continuar restaurant a la casa Solà Morales. Se li va fer una fixació de la capa pictòrica i es varen dissimular les zones estucades utilitzant tintes neutres a base d'aquarel·la. La restauració va ser feta per Manuel Grau i Mas i Domènec Xarrié i Mirambell. Passada la Guerra Civil el retaule es va tornar a instal·lar al seu lloc d'origen a la capella de Santa Àgata.
El 1973 es van restaurar les portes i es van instal·lar al seu lloc junt amb la predel·la recuperada el 1964. El 1993 es va procedir a acabar la restauració de les taules del retaule que s'havien iniciat a Olot.

## Descripció
En total consta de vuit taules amb escenes de la vida de Jesús i de Maria que representen les escenes dels Set Goigs de Maria a més d'un Calvari o Crucifixió com a coronament central, una ubicació pròpia dels retaules d'Huguet. Les vuit taules s'ordenen en tres carrers més una predel·la i dues portes, a banda i banda de la predel·la. Les dues taules del carrer central són molt més grans, mentre que als carrers laterals, amb menys alçada, hi ha tres taules.
Les escenes del carrer central són l'Epifania a la part baixa, ocupant de fet el centre del retaule, i a sobre un Calvari que sobresurt de les altres taules del pis superior. Llevat del Calvari, la resta de taules representant els Set Goigs de Maria mantenen un fil cronològic que cal llegir per pisos, d'esquerra a dreta i de dalt a baix: l'Anunciació, el Naixement de Jesús, la Resurrecció, l'Epifania, l'Ascensió, la Pentecosta i la Dormició de Maria, com a pas previ a l'Assumpció de Maria.

### Taula central

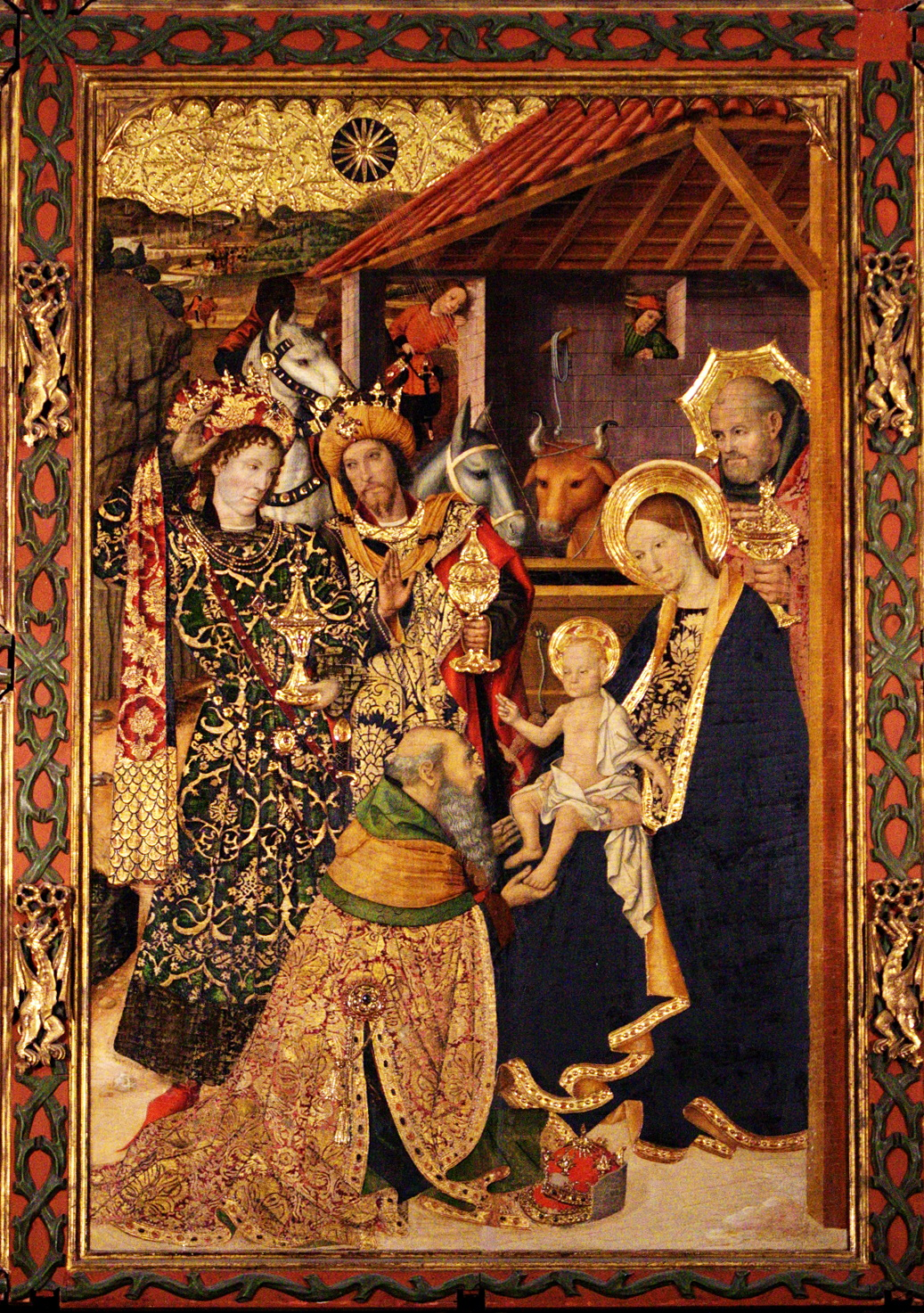
L'Epifania, taula central que dona nom al retaule

La taula central representa l'Epifania, l'Adoració dels Reis Mags al Nen Jesús, tema que dona sobrenom al retaule. L'escena es desenvolupa en un pessebre amb una teulada amb embigat de fusta i teules aràbigues. A dins, a la dreta de l'espectador, hi ha en primer terme la Mare de Déu vestint túnica de vellut gofrat i un mantell blau (color tradicional de la Verge) vorejat amb una franja d'or en relleu. Porta el cap cobert amb un delicat vel transparent i va pentinada amb ratlla al mig; la corona un nimbe daurat en relleu. Sosté amb les dues mans el Nen Jesús assegut damunt els seus genolls, cobert només d'una petita peça de roba blanca, una referència al seu sudari mortuori, que just li cobreix la part baixa del tors i el braç esquerre. El Nen porta un nimbe crucífer i té la mà dreta en actitud de benedicció.
Darrere de la figura de Maria, situat en una posició secundària, es veu la imatge de sant Josep representat com un ancià humil, barbut i calb, portant entorn del coll un caputxó, i amb el nimbe poligonal dels profetes en or en relleu. Sant Josep sosté amb la mà dreta un copó d'or, ofrena del rei més ancià a l'infant Jesús. Aquest rei més ancià, de barba blanca i calb, roman agenollat davant de la verge Maria i el nadó, prenent amb la mà dreta tendrament el peu de Jesús per besar-lo en acte d'humil adoració. Aquest rei, identificat a la cultura popular com Melcior, va vestit amb un ample mantell de vellut brocat, i li penja per les espatlles una caputxa. La seva corona està a terra. Darrere seu, en segon terme, estan dempeus els altres dos reis ricament vestits i sostenint amb la mà esquerra un copó daurat amb les ofrenes. El de l'esquerra, de qui s'ha especulat que sigui un autoretrat d'Huguet, vesteix cota llarga de vellut gofrat cenyida a la cintura, i duu un turbant i corona que està a punt de treure's. És un personatge jove amb els cabells rinxolats. Al seu costat, l'altre rei vesteix un ample mantell de vellut gofrat i també porta turbant i corona.
En un tercer pla, sota la porxada, es veuen el bou i de la mula del Naixement. Un permòdol de fusta clavat al mur de l'establia sosté una corda enrotllada. Una mica enrere apareixen tres patges, dos d'ells muntats a cavall, fora de la porxada i un tercer del qual només es veu mig cos guaitant des d'una finestra del pessebre.
De fons es veu un paisatge amb una plana, un camí zigzaguejant al costat d'un llac que va a donar a una ciutat emmurallada amb un castell al cim d'un petit turó; una composició que recorda la de La Nativitat de Robert Campin de 1425 i que constitueix sens dubte un reflex de la influència flamenca, tot i que amb el cel daurat, una característica pròpia de la pintura d'Huguet. Al mig d'aquest cel, en relleu amb un tema de fulles de roure i aglans estilitzades, està representat l'estel d'Orient guiador dels reis dins d'un disc blau des d'on emanen una sèrie de raigs en or que van cap al Nen Jesús.

### Taules superiors

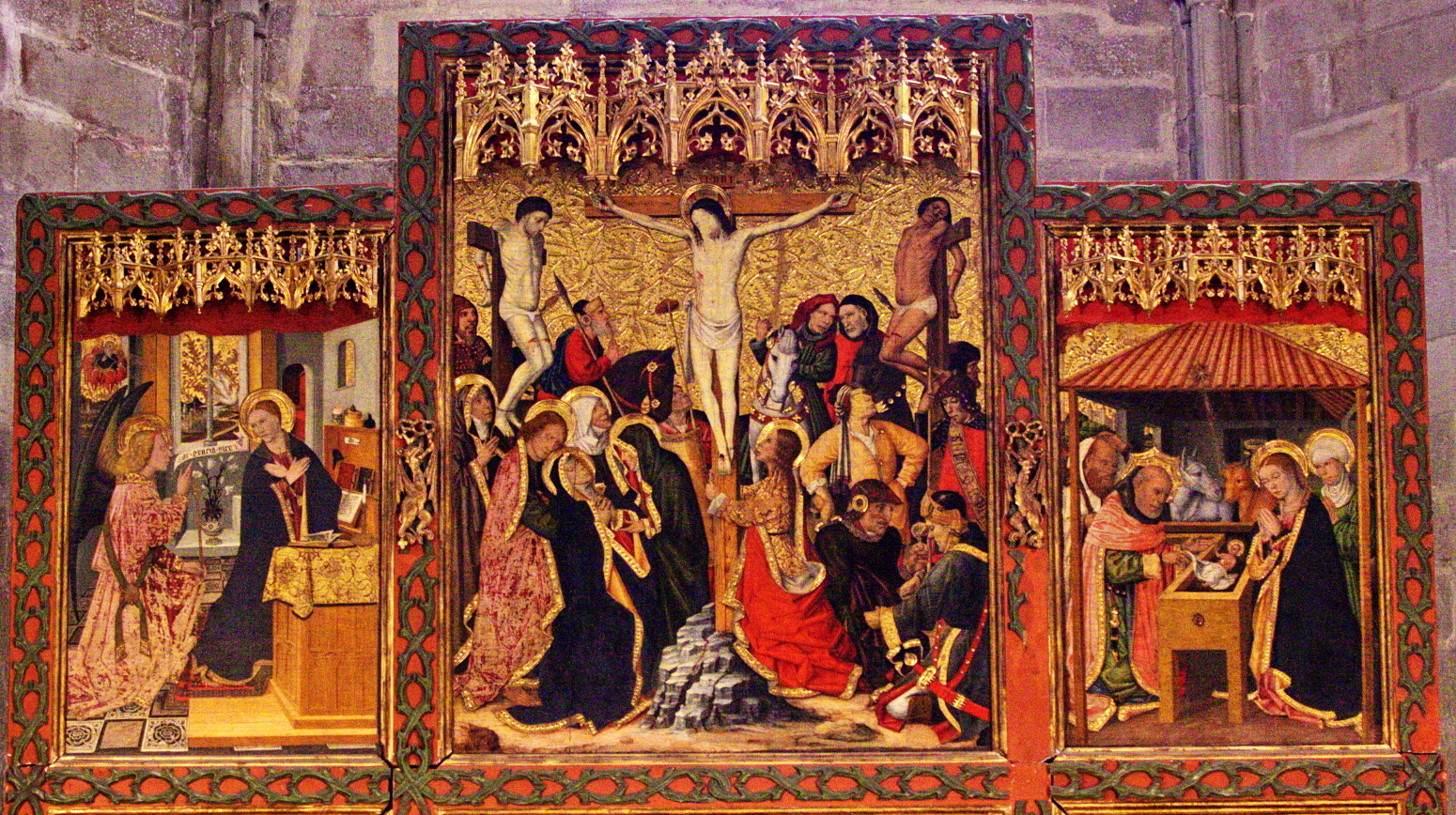
Pis superior amb l'Anunciació, la Crucifixió i la Nativitat

La taula de l'Anunciació a Maria, ubicada a l'extrem superior esquerre, és la primera taula de la narració del retaule. L'escena es desenvolupa a l'interior d'una cambra oberta amb un paisatge de fons que es veu per una finestra geminada amb columna cilíndrica central i amb un festejador practicat al mur. Al festejador hi ha un gerro de ceràmica contenint un pom de lliris de Sant Antoni, simbologia de la virginitat de Maria. Com a la resta del retaule, el cel que es veu és daurat i amb els mateixos relleus. S'observen uns turons, un riu que ve de lluny i una ciutat a la vora, també alguns arbres. A l'interior, al costat de l'ampla finestra hi ha una porta amb arc de mig punt que dona a l'alcova on es veu parcialment el llit de la Verge Maria. A l'altre mur de l'estança es veu un moble escriptori amb un armari a la part alta i un faristol a mitjana alçada, on hi ha llibres col·locats. Damunt de l'armari hi ha un pot de faiança decorada amb un tap que sembla de vidre, rematat per una bola. Al costat del pot, es veuen dues capses cilíndriques, l'una damunt de l'altra, i al cim d'elles, un petit objecte que sembla un flascó. Penja de la porta de l'armari un estoig cònic, suspès per cordons amb borles, que sembla correspondre a un estoig d'estris de cirurgia domèstica, com una mena de necesser actual. L'enllosat de la cambra és de rajoles de Manises pintades en blau i blanc, llises unes i les altres decorades amb una mena de roses. Maria apareix agenollada en un reclinatori. Llegeix un llibre que hi ha sobre un moble decorat amb plafons arquejats i motllurats. El tauler del moble està cobert amb un pany de vellut o domàs estampat amb el tema floral amb una carxofa que era habitual als teixits sumptuosos de l'època. La posició del cap de Maria és pràcticament igual que a la taula central: mig inclinada cap endavant, cabells amb ratlla al mig, cobert per una fina tela, si bé aquí expressa ingenuïtat i una expressió de sorpresa. Sota el mantell blau amb vora daurada es pot veure la túnica de color vermell que Maria vesteix. Les mans encreuades damunt del pit, gira el cap per atendre l'àngel portador del missatge. L'àngel està amb un genoll a terra davant de qui ha d'ésser Mare de Déu. Vesteix túnica i un mantell curt i una faixa en forma d'estola i, penjant de l'espatlla esquerra, porta una tanca d'orfebreria. Té la mà esquerra damunt el genoll i amb la dreta assenyala una filactera que va dels seus llavis a l'oïda de Maria, i en la qual estan inscrites les paraules del missatger «de Gratia Plena Dom...». A l'extrem superior esquerra hi ha un grup de querubins fent corona entorn del bust del Pare Etern, de la boca del qual surt un raig lluminós com impulsant el vol del colom de l'Esperit Sant que està sobre el cap de la Mare de Déu.
La taula de la Crucifixió està sobre la taula de l'Adoració dels Reis, dins del carrer central. Joaquim Folch i Torres la defineix com una «composició plena de moviment dramàtic i constitueix una de les més belles figuracions del drama del Calvari que ha sortit de mans de l'artista». Hi apareixen els elements típics de la iconografia d'aquest passatge bíblic. Al centre hi ha el Crist clavat a la creu, i, agenollada als seus peus, Maria Magdalena. A l'esquerra de l'espectador, primer terme, el grup de les Santes Dones amb Sant Joan Baptista que sosté la Mare de Déu, ajudat per una d'elles mentre les restants adoren el Crucificat. A la dreta, el grup de saigs que es juguen als daus la túnica del Crist. A cada costat de Jesús, el bon lladre i el mal lladre, a la creu. En segon terme, en actitud adorant, el centurió Longinus dalt del cavall, sostenint la llança amb què ha ferit el cor de Jesús, i prop d'ell el saig que sosté la canya amb l'esponja mullada amb fel i vinagre els llavis del Redemptor. Darrere del bon lladre es veu un saig i a l'altra banda dos homes dalt de cavall comentant amb aire confidencial i misteriós la divinitat del condemnat. Darrere del mal lladre hi ha un soldat amb una llança a l'espatlla. Huguet compon aquesta escena complexa amb un refinat sentit d'equilibri de masses i de línies. El ritme dramàtic i movimentat de tota la composició té una darrera repercussió en l'expressió dels rostres, la qual pren un valor extraordinari en el grup de les Santes Dones i en els dos cavallers confidents de segon terme. La creu està plantada en un greny de roca que s'alça a primer terme. El fons no té paisatge, és tot daurat amb relleu amb el tema de la fulla de roure i l'aglà estilitzats.
La taula de la Nativitat està situada a la part superior dreta del retaule. L'escena s'ubica dins d'un porxo similar al del tema principal, també amb coberta de fusta i teules, sostinguda per pilars de fusta, amb una construcció d'obra al fons. El Nen Jesús reposa, embolcallat, al centre d'una menjadora d'estable en forma de «L». Maria està agenollada en actitud adorant a la dreta del Nen, i al darrere seu hi ha, agenollada també, una santa amb nimbe, la presència de la qual pot correspondre a la tradició iconogràfica oriental que posa la «dona sàvia» com a assistent de Maria en el trànsit del part del fill de Déu. Segons Folch i Torres, la cara d'aquest personatge és la mateixa que la dona que es porta les mans al rostre en un gest d'estupor i pietat a la Lamentació sobre el Cos de Crist del Louvre.
Sant Josep apareix a l'esquerra del Nen, agenollat, vestint una túnica amb caputxó i mantell. Darrere seu, un pastor portant bàcul a la mà, es lleva reverenciosament la caputxa en presència de l'infant diví. Darrere la menjadora treuen el cap el bou i la mula. Al fons, per una porta i pel costat de la porxada, s'observa una mica de paisatge amb turons arbrats i un castell. Damunt les teulades del porxo, hi ha un estel irradiant cap al Nadó similar al de la taula central de l'Epifania.

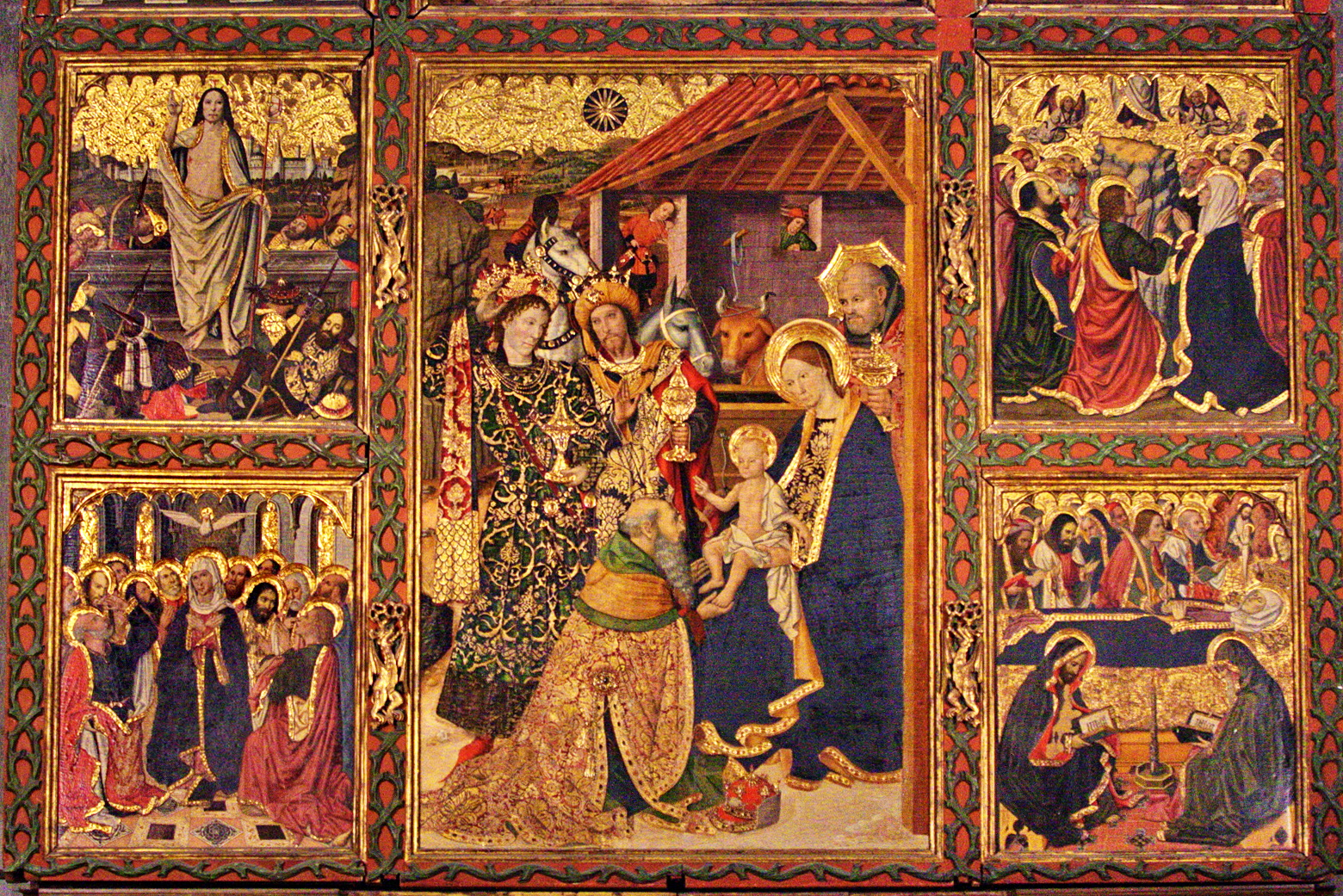
Cos central amb la Resurrecció i la Pentecosta a l'esquerra de la taula central i l'Ascensió i la Dormició de Maria a la dreta

### Taules laterals
Les quatre taules que envolten a banda i banda la taula central que dona nom al retaule són: la Resurrecció i la Pentecosta a l'esquerra de la taula central i l'Ascensió i la Dormició de Maria a la dreta.
La taula de la Resurrecció és l'escena central del carrer esquerre, sota l'Anunciació. Com una franja horitzontal al centre de l'escena es veu la tomba de Jesús en forma de sarcòfag d'estil gòtic, amb una decoració molt treballada i motllures amb traceria. Just davant s'alça la figura de Crist, gentil i serena; es presenta nua i embolcallada amb un ample mantell blanc orlat i mostra les seves ferides a mans i peus i al costat dret. Al cap porta un nimbe crucífer, té aixecada la mà dreta en actitud de benedicció i a l'esquerra porta un estendard amb una creu roja sobre fons blanc, símbol de la Santa Creu i de la Resurrecció.
Als peus del Ressuscitat, jeuen amb un son pesat els soldats barbuts que feien guàrdia al Sant Sepulcre. Huguet presenta una col·lecció de fisonomies humanes, mostrant els homes d'armes en actitud denigrant amb llances, alabardes, elms i escuts rodant per terra, mentre ells dormen amb una son profunda i el miracle es produeix davant seu.
Al fons es perfilen les muralles i bastions d'una ciutat que s'enfila en uns turons arbrats per la banda esquerra. Per davant de la muralla s'apunten unes feixes i camps de conreu. La part superior de la muralla és un cel daurat amb el gravat floral de la resta de taules.
La taula de la Pentecosta ocupa el compartiment inferior del carrer esquerre. L'interior del cenacle està configurat com l'absis d'una església gòtica, amb un mur semicircular de fons que alterna les arcades de les voltes amb les finestres, en el buit de les quals hi ha l'or en relleu que representa el cel exterior que es veu per les finestres. El terra de la cambra és de fines rajoles de Manises amb temes rosacis i franges foliades similar al de la taula de l'Anunciació. Maria és al bell mig de la composició, asseguda com els apòstols que l'envolten; va vestida amb un mantell blau igual que a les altres escenes i que la cobreix des de les espatlles fins als peus; al cap porta un vel transparent i el nimbe. Damunt seu plana amb les ales obertes el colom de l'Esperit Sant que porta un petit nimbe crucífer. Els dotze apòstols (sant Joan i sant Pere en primer terme) envolten Maria, uns tenen el cap cot en sentit de devoció, i altres tenen els ulls enlaire. Els rostres es repeteixen amb els de la taula de l'Ascensió.
La taula de l'Ascensió del Senyor és l'escena central del carrer dret. Les imatges dels dotze apòstols s'agrupen al voltant d'una gran penya sobre la qual apareixen marcades les petges de Crist. Estan agenollats i només els del primer terme es veuen sencers, de la resta només n'és visible el seu cap nimbat. Les expressions i fesomies són tan precises que han permès identificar altres obres de l'artista on també apareixien. Maria, en aquesta taula, apareix representada entre els apòstols a la banda dreta en primer terme, entre Sant Pere i Sant Joan.
Per sobre de la roca central, es veuen els peus i la part baixa de la túnica de Jesús que ja s'ha elevat cap al cel envoltat de dues figures d'àngel sostenint filactèries amb inscripcions. Les puntes d'uns turons arbrats, surten a banda i banda damunt dels nimbes dels apòstols que es confonen amb l'or del fons en relleu de la taula.

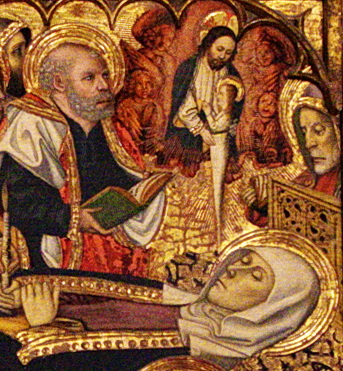
L'anima de Maria s'eleva cap a Jesús al mig de la mirada de sant Pere i sant Joan

La taula de la Dormició de Maria, la darrera cronològicament, ocupa el compartiment inferior dret del cos central del retaule. Maria roman ajaguda en un llit daurat amb uns dibuixos que simulen un brocat amb el tema del card; la capçalera està ornada de talles de traceria. En primer terme, per davant del llit, hi ha dos apòstols amb el cap cobert per un mantell, estan pregant sobre sengles llibres les pregàries de l'agonia, amb un canelobre amb un ciri encès al mig dels dos. A l'altra banda del llit, hi ha el gruix del grup dels apòstols, nou al costat i un darrere el capçal. Sant Pere, qui es troba més a prop de Maria, llegeix en un llibre les oracions de la bona mort, mentre Sant Joan ajuda Maria, amb la mà esquerra, a sostenir amb la seva mà un ciri mentre porta a la seva mà dreta una palma. Els gestos i expressions de pietat estan admirablement representats per l'artista en aquestes figures. Vora el capçal, Crist apareix entre una gloriola de querubins per a recollir l'ànima de la seva mare morta, representada com una petita dona amb el cos afusat que surt del cap de la difunta i puja cap al cel.

### Predel·la i portes

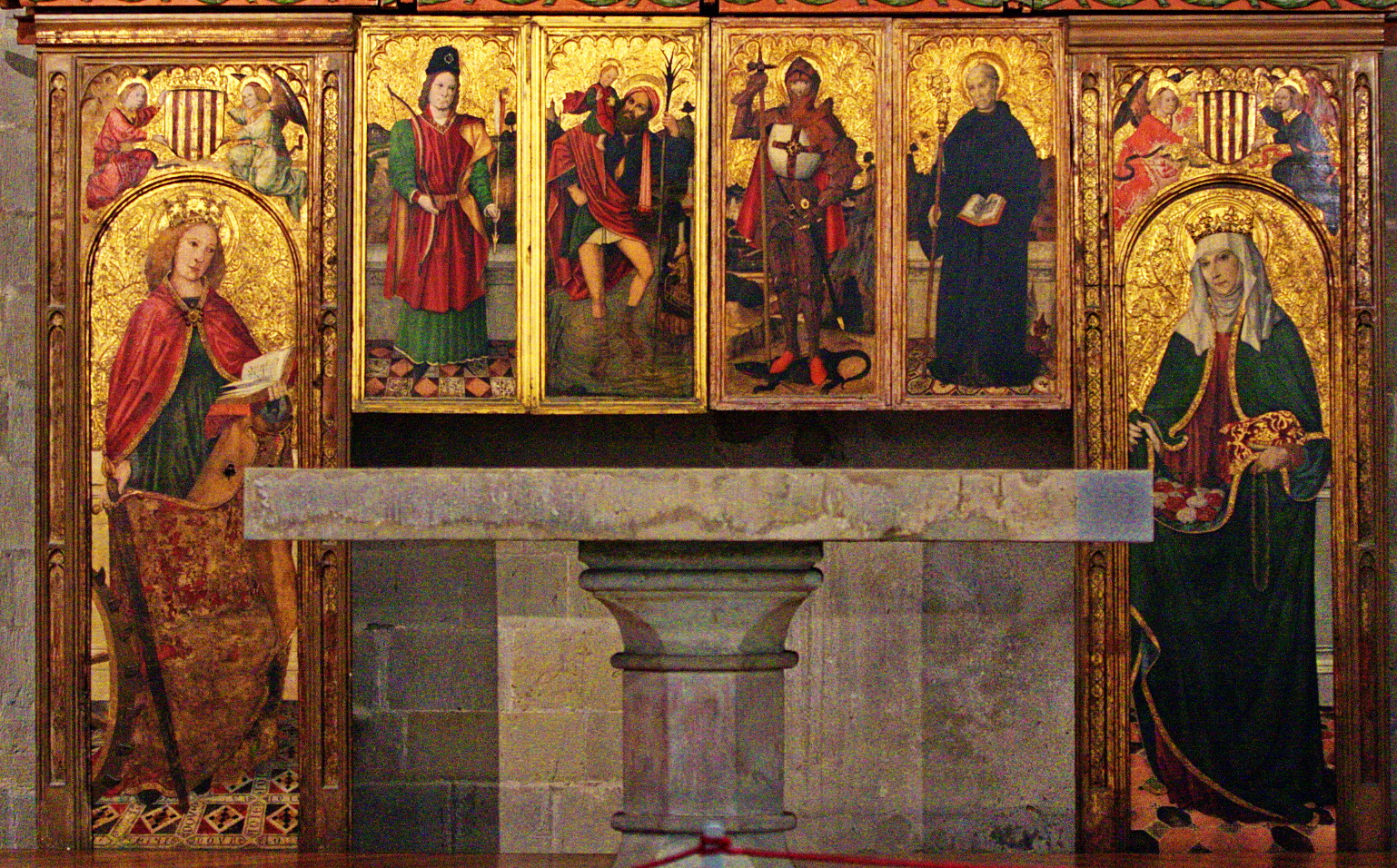
Predel·la i portes del retaule

Les portes representen a santa Caterina d'Alexandria, a l'esquerra, i santa Elisabet de Portugal, a la dreta, dues santes relacionades amb la reialesa i que apareixen representades freqüentment a l'edat mitjana. L'enquadrament i l'arc de les portes estan decorats i policromats amb les armes d'Aragó al cim, sostingudes per dos àngels.
Santa Caterina d'Alexandria apareix representada amb els seus atributs habituals: corona, com les verges il·lustres; un llibre, símbol de saviesa; espasa i roda dentada, els instruments del seu martiri. El terra està enrajolat aportant perspectiva a l'escena i porta escrit Paine pour Joie, el lema del Conestable, que es troba a algunes escultures de l'època del Palau Reial Major.
La imatge de santa Elisabet de Portugal (1271 - 1336) representa un homenatge a l'origen portuguès del Conestable. Havia estat reina consort de Portugal pel matrimoni amb Dionís I de Portugal i per aquesta condició la imatge porta corona. A la mà duu un rosari i roses a la falda del vestit, un signe hagiogràfic sobre el miracle de la conversió de diners en roses quan anava a repartir almoines entre els pobres i va ser descoberta pel rei que li tenia prohibit.
A la predel·la apareixen, d'esquerra a dreta: sant Sebastià, sant Cristòfor, sant Jordi i sant Benet de Núrsia. La imatge de sant Sebastià presenta els seus atributs de l'arc i les fletxes, símbols del seu martiri. Aquesta fórmula de representació és anterior a la que es va popularitzar a l'art a partir del segle xv, i que presenta a sant Sebastià lligat a un tronc i amb múltiples sagetes clavades al cos. La imatge de sant Cristòfor respon a una hagiografia clàssica: nen sobre les espatlles, recolzat en un bastó acabat en una palma travessant l'aigua mentre és guiat des de la riba per un monjo amb un fanal. Sant Jordi es presenta també amb els atributs clàssics amb la particularitat que el drac no està travessat per la llança sinó que és trepitjat pel sant. L'extrem superior de la llança està en estuc daurat en relleu com també ho estan les joies que llueix al pit i al mànec de l'espasa, una característica de l'estil d'Huguet. Per acabar, sant Benet porta el seu bàcul d'abat, l'hàbit negre de l'orde i un llibre a la mà que representa el llibre de la seva regla. Alguns autors han proposat identificar-lo amb Macari d'Alexandria, tot i que no se li veu el dimoniet als peus. Totes les figures s'emmarquen en paisatges similars amb un esbós de muntanya al darrere amb algun arbre i el cel daurat. Sant Sebastià i sant Benet estan en una terrassa enrajolada que produeix un cert efecte de perspectiva, mentre que els altres dos sants estan ubicats en un entorn adient amb la seva hagiografia.

## Dades tècniques
Les taules són de fusta d'àlber fetes amb taulons verticals encolats entre si i muntats sobre una graella de travessers de reforç. Els taulons estan clavats als travessers des de davant amb claus de ferro que, en oxidar-se, varen malmetre la capa pictòrica. La capa de preparació està formada per una tela de lli coberta de guix i carbonat de calci d'un gruix de 60 micres. La capa pictòrica està formada amb pigments colorants aglutinats amb cola animal en lloc de tremp d'ou com habitualment es feia a l'època. Estan enquadrades en una estructura amb motllures de fons vermell i traceria de fusta. A cada tram dels muntants centrals hi ha unes petites talles amb dracs daurats. Les tres taules superiors estan protegides per un guardapols fet de talla de fusta daurada en traceria.

## Influència a la pintura contemporània
La taula central de l'Epifania va ser una clara inspiració per a la taula homònima dins del Retaule de la Coronació de la col·legiata de Calataiud, de Tomàs Giner. Aquesta obra que actualment es troba al museu d'art sacre de la mateixa ciutat, mostra una composició i posició dels personatges igual a l'obra d'Huguet, llevat dels patges que no estan representats.
Tot i la preeminència de la taula que dona nom al retaule, el relat marià dels set goigs va servir d'inspiració a altres obres com ara el retaule de l'església navarresa de Sant Miquel de Barillas de 1470, amb una forta coincidència a l'escena de l'Anunciació i una certa similitud al Naixement i a l'Epifania.